# Championnat de France de course au large en solitaire
Le championnat de France de course au large en solitaire est une compétition sportive organisée conjointement par la fédération française de voile et la classe Figaro.

## Description
Le classement du Championnat de France Elite de Course au Large tient compte des classements généraux d'un certain nombre de courses, disputées dans l'année, par les concurrents. La décision des épreuves retenues, avec des coefficients pour chacune d'elles, est faite avant le début de la saison.

## Vainqueurs
Le record de victoires est détenu par Gildas Morvan avec un nombre de 4.
| Année | Vainqueur (nombre de victoire) | Deuxième                          | Troisième                         | Premier bizuth (classement au général) |
| ----- | ------------------------------ | --------------------------------- | --------------------------------- | -------------------------------------- |
| 1991  | Yves Parlier                   |                                   |                                   |                                        |
| 1992  | Dominic Vittet                 |                                   |                                   |                                        |
| 1993  | Jean Le Cam (1)                |                                   |                                   |                                        |
| 1994  | Jean Le Cam (2)                |                                   |                                   |                                        |
| 1995  | Jean Le Cam (3)                |                                   |                                   |                                        |
| 1996  | Michel Desjoyeaux (1)          |                                   |                                   |                                        |
| 1997  | Franck Cammas                  |                                   |                                   |                                        |
| 1998  | Michel Desjoyeaux (2)          |                                   |                                   |                                        |
| 1999  | Éric Drouglazet (1)            |                                   |                                   |                                        |
| 2000  | Gildas Morvan (1)              |                                   |                                   |                                        |
| 2001  | Éric Drouglazet (2)            |                                   |                                   |                                        |
| 2002  | Jérémie Beyou (1)              |                                   |                                   |                                        |
| 2003  | Armel Le Cléac'h (1)           |                                   |                                   |                                        |
| 2004  | Yann Eliès (1)                 |                                   |                                   |                                        |
| 2005  | Jérémie Beyou (2)              |                                   |                                   |                                        |
| 2006  | Yann Éliès (2)                 |                                   |                                   |                                        |
| 2007  | Nicolas Troussel               |                                   |                                   |                                        |
| 2008  | Gildas Morvan (2)              |                                   |                                   |                                        |
| 2009  | Gildas Morvan (3)              |                                   |                                   |                                        |
| 2010  | François Gabart                |                                   |                                   |                                        |
| 2011  | Fabien Delahaye                | Erwan Tabarly                     | Nicolas Lunven                    | Morgan Lagravière (5)                  |
| 2012  | Morgan Lagravière              | Erwan Tabarly                     | Nicolas Lunven                    |                                        |
| 2013  | Gildas Morvan (4)              | Fabien Delahaye et Yoann Richomme | Fabien Delahaye et Yoann Richomme |                                        |
| 2014  | Charlie Dalin (1)              |                                   |                                   |                                        |
| 2015  | Xavier Macaire                 | Alexis Loison                     | Yoann Richomme                    | Benjamin Dutreux (16)                  |
| 2016  | Charlie Dalin (2)              | Yoann Richomme                    | Nicolas Lunven                    |                                        |
| 2017  | Nicolas Lunven                 | Charlie Dalin                     |                                   |                                        |
| 2018  | Sébastien Simon                | Alexis Loison                     | Anthony Marchand                  | Loïs Berrehar                          |
| 2019  | Benjamin Schwartz              | Xavier Macaire                    | Pierre Leboucher                  | Benjamin Schwartz (1)                  |
| 2020  | Armel Le Cléac'h (2)           | Tom Laperche                      | Fabien Delahaye                   | Kevin Bloch (15)                       |
| 2021  | Tom Laperche                   | Pierre Quiroga                    | Gildas Mahé                       | Estelle Greck (20)                     |
| 2022  | Tom Laperche (2)               | Guillaume Pirouelle               | Gaston Morvan                     | Basile Bourgnon (16)                   |
| 2023  | Corentin Horeau                | Basile Bourgnon                   | Gaston Morvan                     | Hugo Dhallenne (9)                     |
| 2024  | Gaston Morvan                  | Loïs Berrehar                     | Basile Bourgnon                   | Jules Ducelier (7)                     |

## Courses prises en compte

### Saison 2009
3 épreuves : 
- transat BPE ;
- la Solo Quiberon ;
- la 40e Solitaire du Figaro.

### Saison 2019
5 épreuves : 
- la 1e Sardinha Cup, coefficient 1, en mars et avril ;
- La Solo Maître CoQ, coefficient 2, en avril et mai ;
- la 50e Solitaire Urgo Le Figaro, coefficient 6, en juin ;
- la Douarnenez - Horta (Douarnenez Courses Solo Gijón), coefficient 4, en juillet et août.
- le 12e Tour de Bretagne à la Voile, coefficient 1, en septembre ;

### Saison 2020
2 épreuves : 
- la Solo Maître CoQ ;
- la 51e Solitaire du Figaro.

### Saison 2021
5 épreuves : 
- la Solo Maître CoQ, coefficient 2 ;
- la 15e Transat en double, coefficient 4 ;
- le 13e Tour de Bretagne à la Voile, coefficient 2 ;
- la 45e Solo Guy Cotten Concarneau, coefficient 2 ;
- la 52e Solitaire du Figaro, coefficient 6.

### Saison 2022
5 épreuves : 
- la Solo Maître CoQ, coefficient 2, en avril ;
- le 5e Havre Allmer Cup, coefficient 2, en mai ;
- la 3e Sardinha Cup, coefficient 3, en juin ;
- la 46e Solo Guy Cotten Concarneau, coefficient 2, en août ;
- la 53e Solitaire du Figaro, coefficient 5, en août et septembre.

### Saison 2023
5 épreuves : 
- la Solo Maître CoQ, coefficient 2, en mars ;
- la 16e Transat Paprec, coefficient 3, en avril-mai ;
- le 14e Tour de Bretagne à la Voile, coefficient 2, en début juillet ;
- la 47e Solo Guy Cotten Concarneau, coefficient 2, en fin juillet ;
- la 54e Solitaire du Figaro, coefficient 5, en août et septembre.

### Saison 2024
5 épreuves : 
- la 48e Solo Guy Cotten Concarneau, coefficient 2, en mars ;
- la Solo Maître CoQ, coefficient 2, en avril-mai ;
- le Trophée BPGO (Banque Populaire Grand Ouest), coefficient 2, en double, en mai ;
- le 6e Havre Allmer Cup, coefficient 2, en juin ;
- la 55e Solitaire du Figaro, coefficient 5, en août et septembre.

### Saison 2025
4 épreuves : 
- la 49e Solo Guy Cotten Concarneau, coefficient 2, en mars ;
- la 17e Transat Paprec, coefficient 3, en double, en avril-mai ;
- le 15e Tour de Bretagne à la Voile, coefficient 2, en double, en juin ;
- la 56e Solitaire du Figaro, coefficient 5, en septembre.